# Estaron
Estaron és un poble del terme municipal de la Guingueta d'Àneu, a la comarca del Pallars Sobirà. Pertanyia a l'antic terme d'Escaló.
El poble té l'església parroquial de Sant Sebastià, actualment sense rector propi, regida des de la parròquia de Sant Vicenç d'Esterri d'Àneu.

## Etimologia
Segons Joan Coromines, Estaron, com Estaon i el segon component de Castell-estaó, és un dels topònims pirinencs d'origen llatí. Està format a partir de l'arrel statione (parada).

## Geografia
Estaron és, de fet, fora de la Vall d'Àneu, tot i que per la seva adscripció municipal, hi pertany. Parroquialment, depenia de l'església d'Aidí, del terme de Llavorsí.

### El poble d'Estaron

#### Les cases del poble[2]
| - Casa Agneta - Casa Barbó - Casa Bardina - Casa Blanquina - Casa Borrut | - Casa Coixet - Casa Dominicia - Casa l'Estrany - L'Estudi - Casa Fónte | - Casa Gandumba - Casa Marineta - Casa Maçanet - Casa Músic nova - Casa Músic vella | - Casa Perot - Casa Primora - Casa Pubill - Casa Dios - Casa Teixidor |

## Història

### Edat moderna
En el fogatge del 1553, Staron declara 4 focs laics (uns 20 habitants).

### Edat contemporània
Pascual Madoz dedica un article del seu Diccionario geográfico... a Estaron. Hi diu que és una localitat amb ajuntament situada dalt d'un turó escarpat pel costat sud. La combaten tots els vents, excepte els de l'est. El clima hi és fred, i produeix reumes i pulmonies. Tenia en aquell moment 17 cases i l'església de Sant Sebastià, annexa a la d'Aidí. Hi ha diverses fonts d'aigües fluixes, no gaire bones. La terra és muntanyosa, quasi tota de roca, fluixa i dolenta; cap al nord, oest i est hi ha muntanyes molt altes, que dominen el poble. S'hi collia blat, sègol, ordi, llegums i hortalisses. S'hi criava bestiar de diverses menes, i hi havia caça de llebres i perdius. Comptava amb 9 veïns (caps de casa) i 54 ànimes (habitants).